# Rafael J. Tello Rojas
Rafael J. Tello ( México DF, 5 de septiembre de 1872 - 1946 ) fue un compositor y pianista mexicano.
De niño fue iniciado en el estudio de la música por su madre, siendo después discípulo de Carlos J. Menses y Ricardo Castro y Herrera . A los doce años compuso sus primeras obras, dándose a conocer además como ejecutante. Su padre, que deseaba dedicarlo a la abogacía, no pudo lograrlo debido a la manifiesta vocación por el niño.
En 1902 ingresó como profesor en el Conservatorio nacional, desarrollando las clases de composición y Piano hasta 1915, que fue elevado a la dirección. Consejero de la Sección de Cultura Estética y fundador del Conservatorio Libre, institución modélica única en su género, cuya dirección gozó por votación de los profesores del Conservatorio Nacional de Música, y secretario general del II Congreso Nacional de Música de México e individuo honorario del Ateneo Musical, del que consejo directivo formó parte.
- Juno ;
- Bravo ;
- Due amore ;
- El oidor ;
- nueve cuartetos, y gran número de piezas para orquesta, piano, voces e instrumentos diversos.